# Eleições estaduais de Bremen em 1971
As eleições estaduais de Bremen em 1971 foram realizadas a 10 de Outubro e, serviram para eleger os 100 deputados para o parlamento estadual.
O Partido Social-Democrata da Alemanha obteve uma vitória arrasadora, conquistando o seu melhor de sempre, até então, com 55,3% dos votos, além de recuperar a maioria parlamentar, ao eleger 59 deputados.
A União Democrata-Cristã teve uma ligeira subida eleitoral, obtendo 31,6% dos votos e 34 deputados.
O Partido Democrático Liberal obteve um mau resultado, caindo dos 10,5% de 1967 para 7,1% dos votos.
Por fim, destacar a queda do Partido Nacional Democrático da Alemanha, que saiu do parlamento, ficando-se pelos 2,8% dos votos.
Após as eleições, e pela primeira vez no estado, os social-democratas formaram governo sozinho, continuando na liderança do estado.

## Resultados Oficiais
| Partido      | Partido                      | Votos   | %     | +/-   | Deputados | +/-   |
| ------------ | ---------------------------- | ------- | ----- | ----- | --------- | ----- |
|              | Partido Social-Democrata     | 244 470 | 55,3  | 9,3   | 59 / 100  | 9     |
|              | União Democrata-Cristã       | 139 423 | 31,6  | 2,1   | 34 / 100  | 2     |
|              | Partido Democrático Liberal  | 31 509  | 7,1   | 3,4   | 7 / 100   | 3     |
|              | Partido Comunista Alemão     | 13 828  | 3,1   | Novo  | 0 / 100   | Novo  |
|              | Partido Nacional Democrático | 12 561  | 2,8   | 6,0   | 0 / 100   | 8     |
| Total        | Total                        | 441 791 | 100   |       | 100 / 100 |       |
| Participação | Participação                 |         | 80,0  | 3,0   |           |       |
| Fonte        | Fonte                        | [ 1 ]   | [ 1 ] | [ 1 ] | [ 1 ]     | [ 1 ] |